# Nepanagar
Nepanagar é uma cidade e um município no distrito de East Nimar, no estado indiano de Madhya Pradesh.

## Demografia
Segundo o censo de 2001, Nepanagar tinha uma população de 31,658 habitantes. Os indivíduos do sexo masculino constituem 52% da população e os do sexo feminino 48%. Nepanagar tem uma taxa de literacia de 69%, superior à média nacional de 59.5%: a literacia no sexo masculino é de 77% e no sexo feminino é de 61%. Em Nepanagar, 12% da população está abaixo dos 6 anos de idade.